# 國際書画連盟
國際書画連盟（International Calligraphy and Ink Painting Association  こくさいしょがれんめい） は、東京都書道連盟と日本書画振興協会の統合により2001年に設立した団体。初代会長　小野清子（昭和11年─令和3年。元参議院議員、旭日大綬章授章）初代理事長(2001-2003年)小野田雪堂（大正14年ー平成17年）。2009年よりは理事長制にて活動。
第2代理事長(2004-2005年就任)関口虚想(大正15年─平成29年)、第3代理事長(2006-2013年就任)田淵観斎（昭和４年－令和５年）、第4代理事長(2014-2023年就任)阿部朱昂、第５代理事長（2023-）阪本大雅。
書道と水墨画を墨の芸術として統一的にとらえ、分化しないことを趣旨としている。
分断、専業化する美術界の中で、新しい時代の書と水墨画の同源も一つの視野に入れて書と水墨画の交流と振興に務める。

## 歴史
- 東京都書道連盟：1978年－2001年
- 日本書画振興協会：1987年－2001年
- 國際書画展歴代主要受賞    
  - 第24回（2002年）　文部科学大臣賞：石井絲烟（書）、大賞：大橋白鳳（画）、東京都知事賞：中村照蘭（画）
  - 第25回（2003年）　文部科学大臣賞：古俣大学（書）、大賞：高畑鞠子（画）、東京都知事賞：小森瑤香（書）
  - 第26回（2004年）　文部科学大臣賞：遠藤美宗（書）、大賞：吉永幽径（書）、東京都知事賞：石川佳代子（書）
  - 第27回（2005年）　文部科学大臣賞：岩田昂玖（書）、大賞：三本松花蓮（書）、東京都知事賞：岩田芳尊（書）
  - 第28回（2006年）　文部科学大臣賞：吉永幽径（書）、大賞：島田岱堂（書）、東京都知事賞：兎澤羊舟（書）
  - 第29回（2007年）　文部科学大臣賞：富岡春苑（書）、大賞：星野祐子（画）、東京都知事賞：酒井セツ子（画）
  - 第30回（2008年）　文部科学大臣賞：牧野佑蘭（画）、大賞：日比野柳翠（画）、東京都知事賞：赤坂一枝（画）
  - 第31回（2009年）　文部科学大臣賞：細川豐玉（書）、大賞：鈴木幸慶（書）、東京都知事賞：東翠泉（書）
  - 第32回（2010年）　文部科学大臣賞：古田翔川（画）、大賞：長坂昂鳳（書）、東京都知事賞：中村多子（画）
  - 第33回（2011年）　文部科学大臣賞：濱谷喜代子（書）、大賞：堀川恵子（画）、東京都知事賞：小野純映（画）
  - 第34回（2012年）　文部科学大臣賞：佐倉澄溪（書）大賞：城崎清麗（書）・高木虹樺（書）・松下美智子（書）東京都知事賞：角畑佳苑(画）
  - 第35回（2013年）　文部科学大臣賞：濱谷昂彩（書）、大賞：戸邊一二三（画）、東京都知事賞：簀戸煌倫（書）
  - 第36回（2014年）　文部科学大臣賞：坂上桐苑（書）、大賞：酒井セツ子（画）、東京都知事賞：村田妍華（書画）
  - 第37回（2015年）　内閣総理大臣賞：細井由加利（書） 文部科学大臣賞：岡本弘子（書）大賞：阪本玲子（書画）東京都知事賞：内田美紅(画）
  - 第38回（2016年）　内閣総理大臣賞：上杉華澄（書）文部科学大臣賞：林鹿逕（書）大賞：井上光子（画）東京都知事賞：表谷秀惺（書）
  - 第39回（2017年）　内閣総理大臣賞：濱谷昂彩（書） 文部科学大臣賞：諏訪煌花（書）大賞：久保田志行（書）東京都知事賞：北本令子（画）
  - 第40回（2018年）　内閣総理大臣賞：内田美紅（画） 文部科学大臣賞：林　鹿逕（書）大賞：松岡恵美子（画）東京都知事賞：蟹江繁龍（画）
  - 第41回（2019年）　内閣総理大臣賞：林　鹿逕（書）文部科学大臣賞：竹中薫雪（書）大賞：表谷秀惺（書）東京都知事賞：田代紅風（画）
  - 第42回（2020年）　内閣総理大臣賞：小野純瑛（画）文部科学大臣賞：山村玲子（画）東京都知事賞：渡邉絖雨（書）　大賞：植竹朱麗（書）
  - 第43回（2021年）　内閣総理大臣賞：諏訪煌花（書）文部科学大臣賞：福田　修（画）東京都知事賞：山中渉谿（書）　大賞：磯辺紅節（画）
  - 第44回（2022年）　内閣総理大臣賞：下瀬昇煌（画）文部科学大臣賞：遠峰蒼雨（書）東京都知事賞：岡崎翠漣（書）　大賞：椴木煌芳（書画)
  - 第45回（2023年）　内閣総理大臣賞：村田妍華（書画）文部科学大臣賞：郡司霞洋（書）東京都知事賞：保科香蕉（書）　大賞：桝谷伊玖子
  - 第46回（2024年）内閣総理大臣賞：藤井沙千（書画）文部科学大臣賞：森　紘一（画）東京都知事賞：佐野昂遊（書）
  - 第47回（2025年）内閣総理大臣賞：表谷秀惺（書画）文部科学大臣賞：田代紅風（画）東京都知事賞：細井青州（書）

## 活動内容
- 國際書画展：冬季、国立新美術館において開催される書と水墨画の公募展。その後、愛知県美術館、兵庫県立美術館又は西宮市民ギャラリーを巡回。
- 國際書画選抜展：毎年春、役員選抜展を東京都美術館において展覧。2022年より國際書画芸術展に改名。日本・韓国の交流展として開催。
- 海外巡回展：書道と水墨画の理解・普及のため、毎年、選抜展作品を海外にて展覧。中国、台湾、フランス、ドイツ、イタリア、スイス、ポーランド、オランダ、スペイン、ベトナム、モンゴル・リトアニア等にて開催。

　 ヨーロッパにおいては「現代日本の書と水墨画展」として、中国においては「日中書画交流展」として北京、上海、西安、成都、桂林などにて開催。
旧東京都書道連盟、日本書画振興協会以来30年以上にわたって25回以上に及ぶ。  

## 関連 項目
- 書画
- 国立新美術館
- 愛知県美術館
- 兵庫県立美術館
- 東京都美術館